# Ao, l'ultimo dei Neanderthal
Ao, l'ultimo dei Neanderthal (Ao, le dernier Néandertal) è un film del 2010 diretto da Jacques Malaterre.

## Trama
Gli uomini di Neanderthal per 300.000 anni hanno regnato sovrani sul pianeta Terra, ma la loro stirpe si è quasi estinta, tranne un solo discendente, Ao. Sterminato il suo clan dai rivali Homo sapiens, Ao inizia a vagare, spinto dalla visione ricorrente del fratello Oa e deciso a ritornare nel suo vecchio clan paterno. Viene però catturato da una tribù ostile di homo sapiens e lì conosce Aki, una donna sapiens prigioniera. I due riescono a fuggire e col tempo, dopo l'iniziale diffidenza e sospetto della donna verso il "diverso" uomo, Ao ed Aki iniziano a conoscersi e capirsi. Alla fine Ao scopre di essere rimasto l'ultimo dei Neanderthal, ma gli rimane la sua compagna Aki, con la figliola e un nuovo figlio in arrivo, frutto del loro amore.

## Distribuzione
- 1º aprile 2010 in Russia
- 29 settembre 2010 in Francia e nella Svizzera francese (Ao, le dernier Néandertal)
- 10 febbraio 2011 in Germania (Ao, der letzte Neandertaler)